# Kurér
 For alternative betydninger, se Kurér (flertydig). (Se også artikler, som begynder med Kurér)
 Der er for få eller ingen kildehenvisninger i denne artikel, hvilket er et problem. Du kan hjælpe ved at angive troværdige kilder til de påstande, som fremføres i artiklen.

En kurér er en budbringer. Kurerer benyttes i mange forskellige sammenhænge.

## Diplomati
I diplomatiet er en kurér en person, der transporterer diplomatisk post. 
I Danmark kan kureren være en medarbejder i udenrigstjenesten, en medarbejders ægtefælle, en medarbejder fra en anden statsinstitution, en purser på et SAS-fly eller en bona fide privatperson. Posten emballeres i en kurersæk, der plomberes, og kureren forsynes med en kurerattest. Forsendelsen skal altid være i kurerens varetægt, indtil den kan afleveres til modtageren.
Kurerposten er omfattet af de særlige regler om diplomatiske immuniteter og privilegier i medfør af Wienerkonventionen om diplomatiske forbindelser. Disse regler sikrer, at kurerposten mellem et lands udenrigsministerium og landets ambassader mv. i udlandet ikke åbnes undervejs.

## Militær
Den militære kurér, også kaldet en ordonnans, bringer ordrer og budskaber mellem militære ledere og enheder.

## Budtjeneste
Kommercielle kurérfirmaer benytter forskellige transportmidler til at bringe breve og pakker fra kunde til kunde, undertiden i konkurrence med postvæsenet. Nogle kurérfirmaer er (eller er begyndt som) rene cykelbudvirksomheder.
En drager er en anden form for budtjeneste, og var tidligere almindeligt forekommende på jernbanestationer til at bære de rejsendes (tunge) bagage. Det kunne være til et andet ventende køretøj, men det kunne også være helt til de rejsendes opholdsadresse eller hjem. Et eksempel på en drager er Lauritz 'Røde' Jensen fra tv-serien Matador. Dragere blev i sjældne tilfælde også anvendt som portører, når passagerer ikke ved egen kraft kunne færdes på stationsområdet.